# 하승운
하승운(1998년 5월 4일 ~ )은 대한민국의 축구 선수이다. 포지션은 공격수, 윙어이며, 현 K리그1의 광주 FC 소속이다.

## 클럽팀 경력
2019시즌을 앞두고 K리그1의 포항 스틸러스와 계약을 맺으며 프로 선수가 되었다.
2020시즌을 앞두고 전남 드래곤즈로 임대되었다.
2021시즌을 앞두고 FC 안양으로 임대 이적했다.
2022시즌을 앞두고 광주 FC로 이적했다.

## 국가대표 경력
2017년 FIFA U-20 월드컵 최종 명단에 포함되었다.